# Rand (numismatiek)
Rand (Engels: edge, Frans: tranche, Duits: Rand) is een term in de numismatiek. De meest voorkomende randen zijn glad of geribbeld, soms gekarteld. Een geribbelde rand is voorzien is van kleine verticale ribben. Sommige munten hebben een randschrift. De ribbel- of kartelrand en het randschrift waren vroeger bedoeld om duidelijk te maken dat een munt niet was bijgesneden en daardoor in waarde verminderd. Tegenwoordig is de metaalwaarde van een munt veel lager dan de nominale waarde en draagt de rand vooral bij aan de herkenbaarheid van een muntstuk voor slechtzienden en in het donker.

## Randen van euromunten
Met uitzondering van de munten met een waarde van 2 euro, waarvan de rand per land verschillend is, hebben de euromunten de volgende randen:

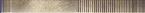
€1
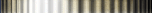
€0,50
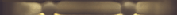
€0,20
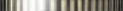
€0,10
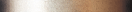
€0,05
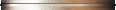
€0,02
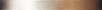
€0,01